# Hazlewood (Suffolk)
Hazlewood (Hazelwood) is een voormalig civil parish in het bestuurlijke gebied Suffolk Coastal, in het Engelse graafschap Suffolk. In 1870-72 telde Hazlewood 91 inwoners.
De op oude kaarten aanwezige Chapel tussen de 'Great Wood' en de Leiston road is in 1837 een ruïne met er naast 'The Chapel Barn'. De boerderij die er nu te vinden is heeft de naam 'Chapel Barn Farm'. De op oude kaarten aanwezige 'Hazelwood Hall' en 'Hazelwood Round Court' aan de Aldeburgh–Saxmundham road zijn op de kaart niet terug te vinden. 
Hazelwood  ging op in de civil parish Friston en Aldeburgh In het gebied wat Aldeburgh werd, is in 1884 de tweede Golf Club in Engeland, de Aldeburgh Golf Club, gevestigd.